# Vitbukig mes
Vitbukig mes (Melaniparus albiventris) är en afrikansk fågel i familjen mesar inom ordningen tättingar.

## Kännetecken

### Utseende
Vitbukig mes liknar flera andra arter i Melaniparus med sitt svarta huvud, ovansida och svartvita vingteckning. Den känns dock lätt igen på den kontrastrerande vita buken och undergumpen. Könen är lika. Ungfågeln är dovare tecknad, men buken och undergumpen syns ändå tydligt.

### Läten
Vitbukig mes låter höra ett spinnande läte, inlett av ett visslande och klickande "chick-a-dee".

## Utbredning och systematik
Vitbukig mes förekommer lokalt i bergstrakter på gränsen mellan sydöstra Nigeria och centrala Kamerun samt från sydöstra Sydsudan till Tanzania. Den behandlas som monotypisk, det vill säga att den inte delas in i några underarter.

### Släktestillhörighet
De afrikanska mesarna i Melaniparus inkluderades tidigare i Parus. Trots att de är relativt nära släkt med Parus-typarten talgoxe urskiljs de numera i ett eget släkte efter DNA-studier.

## Levnadssätt
Arten påträffas i flodnära skogsområden, öppen skog och jordbruksmarker. Den uppträder i par eller i smågrupper, ofta i större sällskap med andra arter. Födan är dåligt känd men omfattar små ryggradslösa djur som spindlar och gräshoppor, men även frön. Den häckar troligen året runt, men huvudsakligen under regnperioden mellan oktober och januari.

## Hot och status
Fågelns världspopulation har ännu ej uppskattats, men fågeln beskrivs som vanlig eller lokalt vanlig, även om den är sällsynt i sydöstra Nigeria. Den tros minska i antal efter att utbredningsområdet blivit mindre i Kenya. Trots det placerar internationella naturvårdsunionen arten i kategorin livskraftig.